# 崔允植
崔 允植（チェ・ユンシク、朝鮮語: 최윤식、1899年 - 1960年8月3日）は、日本統治時代の朝鮮および大韓民国の大学教授、数学者（解析学・整数論）。
本貫は慶州崔氏、号は東林（トンニム、동림）。

## 経歴
平安北道宣川出身。1917年に京城高等普通学校を卒業後、広島高等師範学校に官費留学し、1922年に東京帝国大学理学部数学科で学んだ。帰国後は京城高等工業学校と京城鉱山専門学校で教授を務めたほか、光復後は鉱山専門学校長を務めた。1946年に国立ソウル大学校数学科の初代主任教授となり、ソウル大学校文理科大学の学長を1年間務めた。1946年10月に朝鮮数物（数学・物理）学会（のちの大韓数学会）を創立し、初代会長を務めた。1954年には大韓数学会長を務め、1956年にはソウル大学校にて理学博士学位を得た。
1960年に自宅にて脳溢血により死去。享年61。

## その他
いわゆる四捨五入改憲において、自由党の議員らが崔のもとを訪れ、「203の3分の2の答えを四捨五入するといくつになるか？」という旨を尋ね、崔はその答えを言った。このとき改憲案の投票に関わることだということは伝えられておらず、このことが投票の結果について、学者の見解として政権に利用されたとされる。

## 著書
- 代数学
- 微分方程式論
- 立体解析幾何学

など